# Westminster Motor Works
Die Westminster Motor Works Ltd. war ein britischer Automobilhersteller, der 1906–1908 in London ansässig war.
Ein 10 hp wurde ab 1906 angeboten, von dem keine weiteren Daten bekannt sind.
Daneben gab es in den drei Produktionsjahren von 1906 bis 1908 einen 20 hp und einen 30 hp. Beide Vierzylinder-Reihenmotoren mit 3,4 l, bzw. 4,9 l, Hubraum und waren auf dem gleichen Fahrgestell mit 2.896 mm Radstand und 1.422 mm Spurweite aufgebaut. Alle Fahrzeuge hatten einen zeittypischen Tourenwagenaufbau.

## Modelle
| Modell | Bauzeitraum | Zylinder | Hubraum  | Radstand |
| ------ | ----------- | -------- | -------- | -------- |
| 10 hp  | 1906        |          |          |          |
| 20 hp  | 1906–1908   | 4 Reihe  | 3402 cm³ | 2896 mm  |
| 30 hp  | 1906–1908   | 4 Reihe  | 4942 cm³ | 2896 mm  |

## Quelle
- David Culshaw & Peter Horrobin: The Complete Catalogue of British Cars 1895–1975. Veloce Publishing plc. Dorchester 1999, ISBN 1-874105-93-6